# Botanische tuin van Madeira

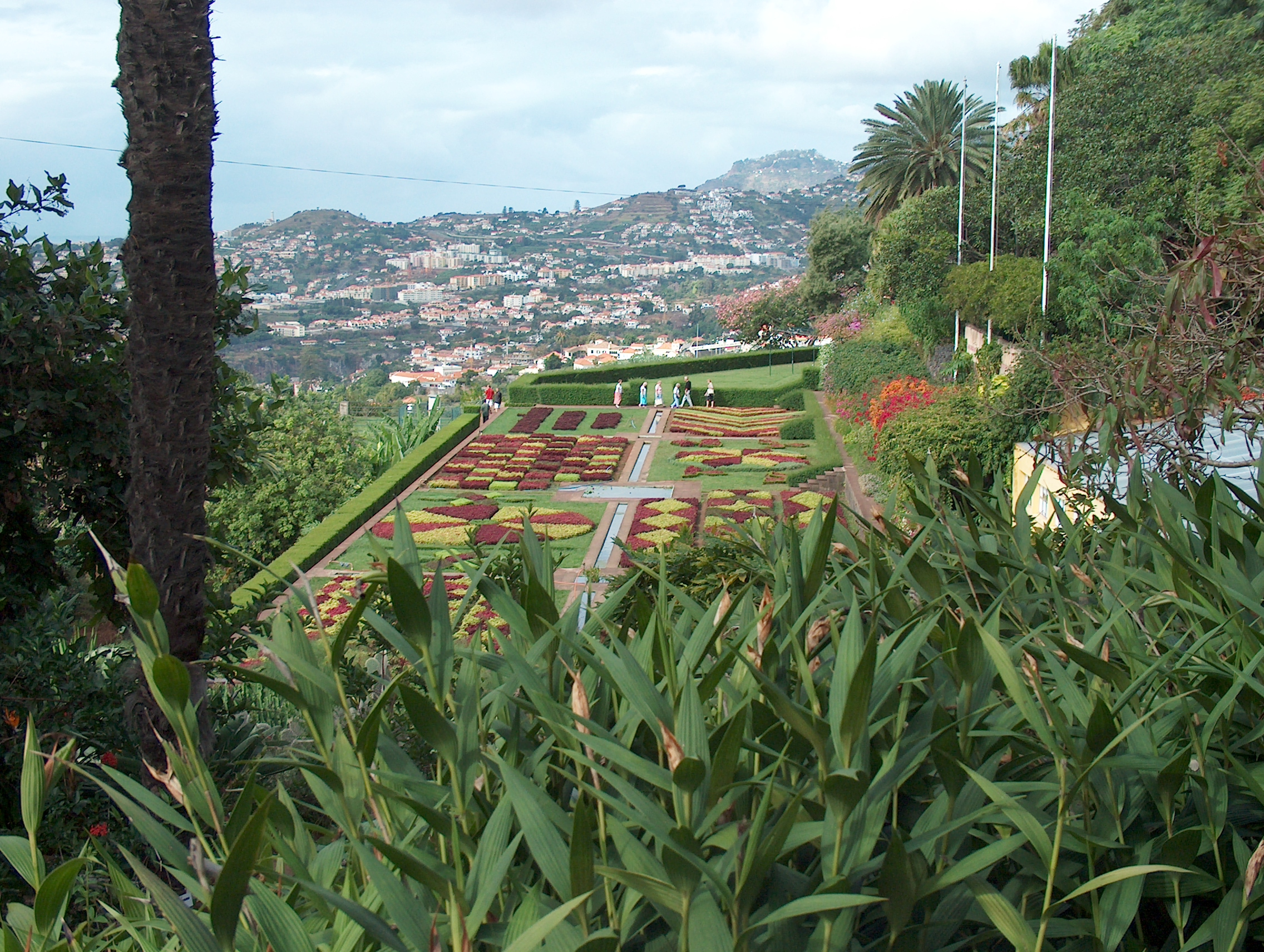
Jardim Botânico da Madeira met Funchal op de achtergrond

De botanische tuin van Madeira (Portugees: Jardim Botânico da Madeira) is een botanische tuin op het Portugese eiland Madeira die sinds 1960 voor het publiek is geopend. De grondlegger van de tuin was de agronoom Rui Vieira. De ongeveer vijf hektare grote, terrassenvormige tuin ligt op circa 300 meter hoogte in het stadsdeel (freguesia) Santa Maria Maior van de gemeente Funchal. De tuin was vroeger een particulier park, dat de Schotse hotelier William Reid (de oprichter van Reid's Hotel) in het midden van de negentiende eeuw op zijn landgoed Quinta do Bom Sucesso liet aanleggen. De collectie omvat ongeveer 3000 verschillende plantensoorten uit alle continenten waaronder de op het eiland Madeira endemische soorten.
In het voormalige herenhuis van de familie Reid is sinds 1982 een natuurhistorisch museum ondergebracht. Aan de botanische tuin is ook een vogelpark, de zogenoemde Jardim dos Loiros, aangesloten. Behalve met de auto of openbaar vervoer is de tuin vanuit de stad Funchal ook via het hoger gelegen stadsdeel Monte per gondelbaan te bereiken. 

## Collectie

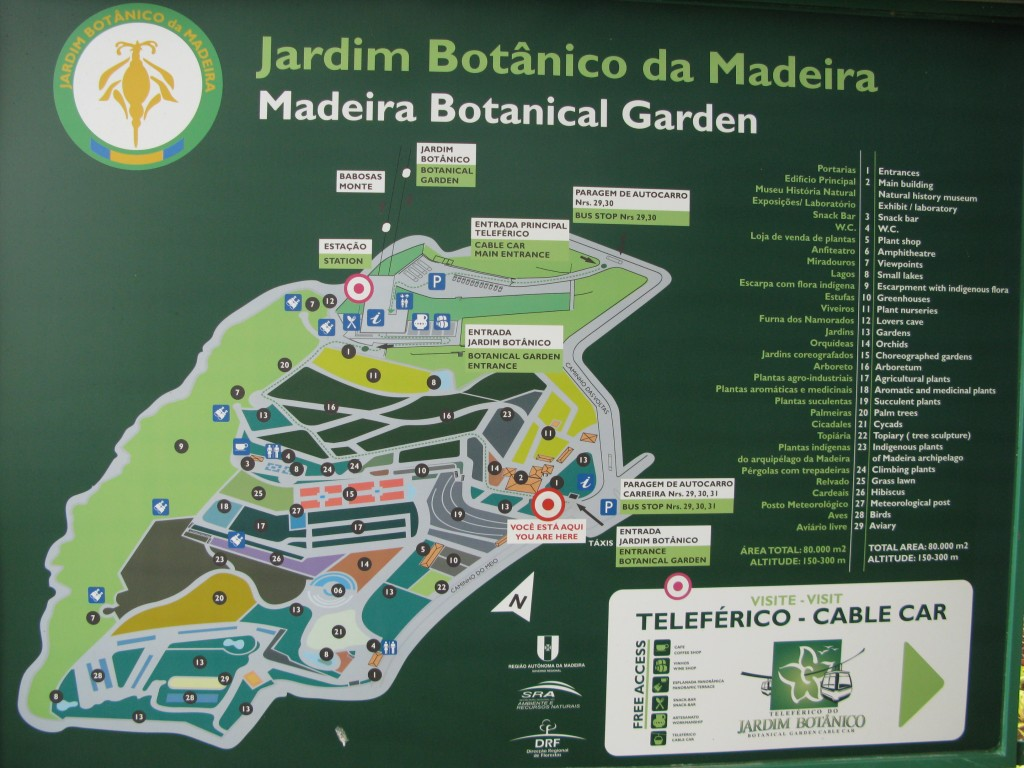
Plattegrond

De botanische tuin bestaat globaal uit zes delen:

- Inheemse en endemische flora van Madeira
- Arboretum (bomen en struiken)
- Succulenten (vetplanten)
- Agrarische gewassen
- Geneeskundige en aromatische kruiden
- Palmen en palmvarens

Der resterende delen van de tuin zijn beplant met rijk bloeiende sierplanten, zoals rozen, camelia's, bromelia's en hibiscussen.